# کریستین گیمنز (بازیکن فوتبال، زاده ۱۹۸۱)
کریستین گیمنز (انگلیسی: Christian Giménez؛ زادهٔ ۱ فوریهٔ ۱۹۸۱) بازیکن فوتبال اهل آرژانتین است.
از باشگاه‌هایی که در آن بازی کرده‌است می‌توان به باشگاه فوتبال رئال مادرید، باشگاه فوتبال کروز آزول، باشگاه فوتبال پاچوکا، باشگاه فوتبال بوکا جونیورز، باشگاه اتلتیکو ایندپندینته، و باشگاه فوتبال آمریکا اشاره کرد.
وی همچنین در تیم‌های ملی فوتبال زیر ۲۰ سال آرژانتین و مکزیک بازی کرده‌است.